# Montot (Alto Saona)
 Montot  es una población y comuna francesa, situada en la región de Franco Condado, departamento de Alto Saona, en el distrito de Vesoul y cantón de Dampierre-sur-Salon.

## Demografía
| 88 | 111 | 110 | 119 | 105 | 99 | 121 |
| Para los censos de 1962 a 1999 la población legal corresponde a la población sin duplicidades (Fuente: INSEE [Consultar]) |     |     |     |     |    |     |